# 電動モビリティシステム専門職大学
電動モビリティシステム専門職大学（でんどうモビリティシステムせんもんしょくだいがく、英語: Professional University of Electric Mobility Systems）は、山形県置賜郡飯豊町に本部を置く私立の専門職大学である。略称はPUEMS。

## 概要
宮城県仙台市に本拠を置く赤門自動車整備大学校を運営する学校法人赤門学院が2022年8月31日に認可を受け、東北地方初の専門職大学として2023年4月1日に開学した。学長はエリーカの開発に携わった慶応大学名誉教授の清水浩。清水は「EVに変わることで多くの技術者の雇用が必要になるため、パイオニアを育てる」と語っている。当初は2021年4月に専門職短大として開学することを目指していたが、文部科学省への認可申請を2度取り下げたり、2年制から4年制に変更したりした結果、大学の設置認可が下りたのは2022年8月であった。
大学を誘致した飯豊町は町内にリチウムイオン電池などの産業を集積する「飯豊電池バレー構想」を提唱しており、本学はその中核施設と位置付けられている。町は校舎などの整備費3億5000万円を補助し、土地を無償貸与している。
電気自動車と自動運転に特化した専門職大学は日本初で、卒業時に学士（専門職）が取得でき、大学院に進むことも可能。また、1-2年時の一般教養課程はなく、1年から研究室に入ることが可能。初年度（2023年）の定員は40名。
専門4分野である、「電池」「モーター・インバータ」「車体」「自動運転」を基軸にし、化学、電気工学、機械工学、情報工学が必修科目となる。
ロゴマークデザインはジョルジェット・ジウジアーロによるもので、長男のファブリツィオ・ジウジアーロは非常勤講師に着任。
2024年10月、2025年度入学者選抜による全ての学生募集を行わないことを発表した（後述）。在校生が全員卒業したのち、大学の廃止手続きを行う。
飯豊町は大学を存続させるべく運営を承継する法人を探し、学校法人赤門学院・町の三者による協議が行われていたが、2025年5月14日、飯豊町議会の全員協議会において嵐正人町長から三者の交渉が不成立に終わったことが報告された。費用の分担や資産の譲渡をめぐり赤門学院と引き継ぎを検討している法人との間で折り合いがつかなかったといい、町としてはなおも大学を残したい意向ではあるものの、今後積極的に承継者を探すことはしないという。

## 沿革
2022年11月 - 初めての選抜試験を実施。受験者はゼロ名。
2023年2月 - 一般選抜を実施し3名合格。3月に追加選抜を実施し2名合格。
2023年4月5日  - 初めての入学式を開催。初年度入学者3名。
2023年11月25日 - 総合型選抜Ⅰ（オープンキャンパス参加型）試験を実施し1名合格。
2024年3月 - 一般選抜（C日程）を実施し1名合格。
2024年4月5日  -  2024年度入学式を開催。定員40人に対し入学者2名。
2024年10月21日  -  2025年度入学生の募集停止を発表。開学以来志願状況が振るわず、経営改善や他法人への経営承継も不調に終わったことから新規学生募集の停止を決定した、と説明。2024年10月現在の在学生4名（1年生1名、2年生3名、2023年度の入学者のうち1名は自主退学）については、卒業するまで引き続き教育活動を行い、希望する進路に就けるようサポートするという。在学生が全員卒業したのち、廃学の手続きを行う。廃学後の校地・施設などの利用は白紙。本学を誘致した飯豊町は「町としては非常に残念だ」「今後の対応を検討する」（商工観光課）という。
2025年3月25日 - 文部科学省は省令に基づき、令和6年度（2024年度）の「設置計画履行状況等調査」の結果を公表。この中で本学について、「令和7年度から学生募集を停止したことに関し、在学生への教育の継続はもとより、大学としての研究、社会貢献等、本学が果たすべき責務を全うするよう、法人と大学が一丸となり努めること。また、引き続き学生等への丁寧な説明、支援を継続すること。」との「指摘事項（改善）」を付した。

## アクセス
- JR東日本米坂線萩生駅から車で約5分、徒歩25分（2022年8月3日より運休中）。
- JR東日本奥羽本線（山形線）・山形新幹線、山形鉄道フラワー長井線赤湯駅から車で約25分。
- 東北中央自動車道南陽高畠インターチェンジから車で約30分。